# Tantum
Tantum (crioll capverdià Tantun) és una vila a la part occidental de l'illa Brava a l'arxipèlag de Cap Verd. És un dels assentaments més al sud de Cap Verd. Es troba a la muntanya prop de la costa sud, a 6 km al sud-oest de la capital Nova Sintra, i també prop de Campo Baixo.